# Peluga
Peluga, peled, syrok (Coregonus peled) – gatunek słodkowodnej, planktonożernej ryby łososiowatej z podrodziny siejowatych (Coregoninae). 

## Występowanie
Jeziora i rzeki północnej Europy i północnej Azji. Występują zarówno formy osiadłe jak i wędrowne. Zasiedla jeziora, na tarło wędruje na krótkie dystanse w górę przyległych rzek. Nie wstępuje do mórz.
W Polsce introdukowana celowo w 1966 roku. Obecnie liczna w północnej części kraju. Po introdukcji stwierdzono, że  w polskich jeziorach krzyżuje się z europejskimi formami Coregonus lavaretus. 

## Taksonomia
Coregonus peled obejmuje cztery grupy populacji, które mogą zostać uznane za odrębne gatunki. Populacja szwedzka obecnie uznawana jest za Coregonus pallasii. Ustalenie, która z populacji jest właściwym Coregonus peled wymaga dalszych badań.

## Opis
Zwykle dorasta do długości 60–70 cm, osiąga masę ciała do 5 kg. Posiada od 45 do 69 wyrostków filtracyjnych na pierwszym łuku skrzelowym. Grzbiet, głowa i płetwy pelugi mają ciemny kolor, natomiast boki i brzuch są jasne. Na całym ciele mogą występować ciemne plamki. Po bokach oraz na płetwie grzbietowej występują duże plamy.

## Ochrona
| Wymiar ochronny | nie ma        |
| Okres ochronny  | 15.X – 31.XII |

## Znaczenie gospodarcze
Poławiana gospodarczo i w wędkarstwie.